# بوژنا آدامک
بوژنا آدامک (لهستانی: Bożena Adamek؛ زادهٔ ۱ ژانویه ۱۹۵۲) بازیگر اهل لهستان است.
از فیلم‌ها یا مجموعه‌های تلویزیونی که وی در آن‌ها نقش داشته است، می‌توان به فردا به سینما می‌رویم، دوران افتخار، در خوشی و سختی، شاپرک و آسایشگاه ساعت‌شنی اشاره نمود.